# Immichenhain
Immichenhain ist ein Ortsteil von Ottrau im Schwalm-Eder-Kreis in Hessen. Es liegt nordwestlich von Ottrau an den Ausläufern des Knüllgebirges. Durch das Dorf verläuft die Landesstraße 3340.

## Geschichte

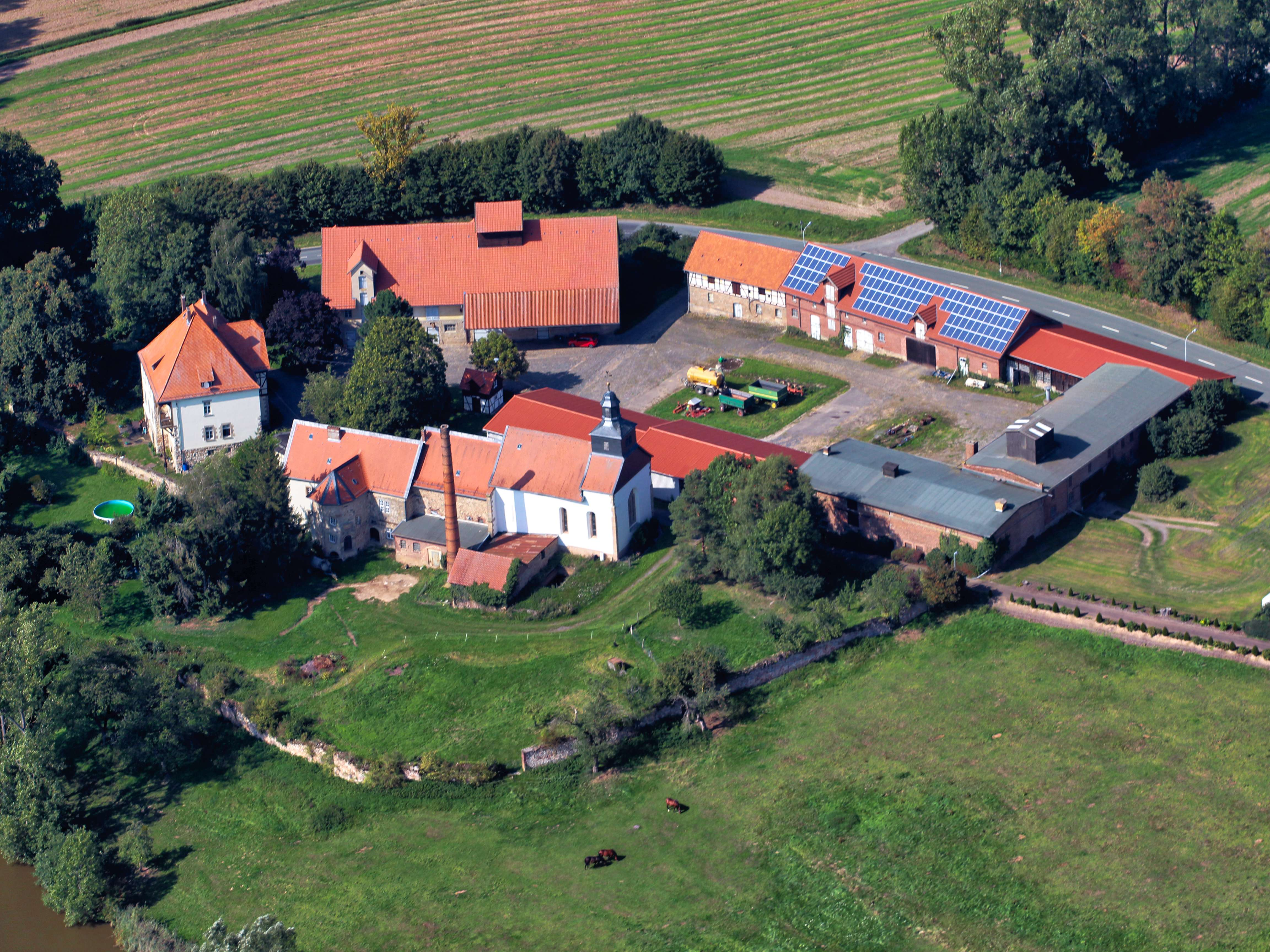
Domäne Immichenhain mit Klosterkirche

Erstmals urkundlich erwähnt wird der Ort im Jahre 1231. Seit etwa 1124/1149 bestand in Immichenhain bereits ein Doppelkloster der Prämonstratenser, das um oder bald nach 1286 in ein Augustiner-Chorfrauen-Stift umgewandelt wurde. Im Jahre 1355 übertrug Graf Johann I. von Ziegenhain dem Kloster Immichenhain sein bei dem Kloster gelegenes Dorf, der Hain genannt, mit allen Rechten und Zubehör, ausgenommen allerdings die hohe und niedere Gerichtsbarkeit. Das Kloster blieb dann bis zu seiner Säkularisation durch Landgraf Philipp I. von Hessen im Jahre 1527 der beherrschende Grundeigentümer am Ort.
Im Jahre 1538 belehnte Landgraf Philipp seinen Kämmerer und Geheimen Rat Konrad Diede zum Fürstenstein mit der Hälfte des ehemaligen Klosterguts Immichenhain samt Zubehör, d. h. den Höfen Volkershof und Niederberf. Die andere Hälfte diente zur Finanzierung von Hof- und Landesverwaltung und Pfarreikosten. Dieses Lehen wurde 1544 erneuert und erweitert: es umfasste nun das Klostergut samt Bauhof, das Dorf Immichenhain mit dem dortigen Weinzapf, den Volkershof sowie Einkünfte zu Leimbach, Neukirchen, Riebelsdorf, Holzburg und dem Zehnten zu Niederberf. Die 1596 geadelte Familie Diede zum Fürstenstein blieb bis zum Tode von Wilhelm Christoph Diede zum Fürstenstein im Dezember 1807 im Besitz von Gut und Dorf Immichenhain. In der ehemaligen Klosterkirche, der heutigen evangelischen Pfarrkirche von Immichenhain, befinden sich fünf Grabplatten bzw. Epitaphien der Diede zum Fürstenstein.
1807 zog Jérôme Bonaparte, von seines Bruders Gnaden König von Westphalen, Immichenhain als heimgefallenes Lehen ein und gab es, zusammen mit der Burg und Herrschaft Fürstenstein, als erbliches Mannlehen an seinen Günstling Pierre Alexandre le Camus, mit dem Titel eines Grafen von Fürstenstein. Bei der Auflösung des Königreichs Westphalen fiel dieser Besitz als erledigtes Lehen an das Kurfürstentum Hessen-Kassel zurück.
Am 1. April 1972 wurde Immichenhain in die Gemeinde Ottrau eingegliedert.
Für die Kulturdenkmäler des Ortes siehe die Liste der Kulturdenkmäler in Immichenhain.

### Ortsname
Die schriftliche Wiedergabe des Ortsnamens wechselte im Laufe der Jahrhunderte mehrfach: 1231 Ymmichenhagen, 1238 Emmechenhan, 1254 Indagine,  1302 Imechehayn, 1355 Ymchenhain und Hain, 1399 zu deme Heyne, 1471 Enchenhayne und schließlich 1585 Immichenhain.

## Persönlichkeiten
- Theodor Schilling (1824–1871), Jurist, Landrat und Parlamentarier
- Aloys Bömer (1868–1944), Philologe und Bibliothekar